# Tortoreto
Tortoreto község (comune) Olaszország Abruzzo régiójában, Teramo megyében.

## Fekvése
A megye északkeleti részén fekszik, az Adriai-tenger partján. Határai: Alba Adriatica, Corropoli, Giulianova, Mosciano Sant’Angelo és Sant’Omero

## Története
Első említése a 12. századból származik. A következő századokban nemesi birtok volt. Önálló községgé a 19. század elején vált, amikor a Nápolyi Királyságban felszámolták a feudalizmust.

## Népessége
A népesség számának alakulása

## Főbb látnivalói
- Sant’Agostino-templom
- San Rocco-templom
- San Nicola-templom
- Madonna della Misericordia-templom